# Orazio Grassi

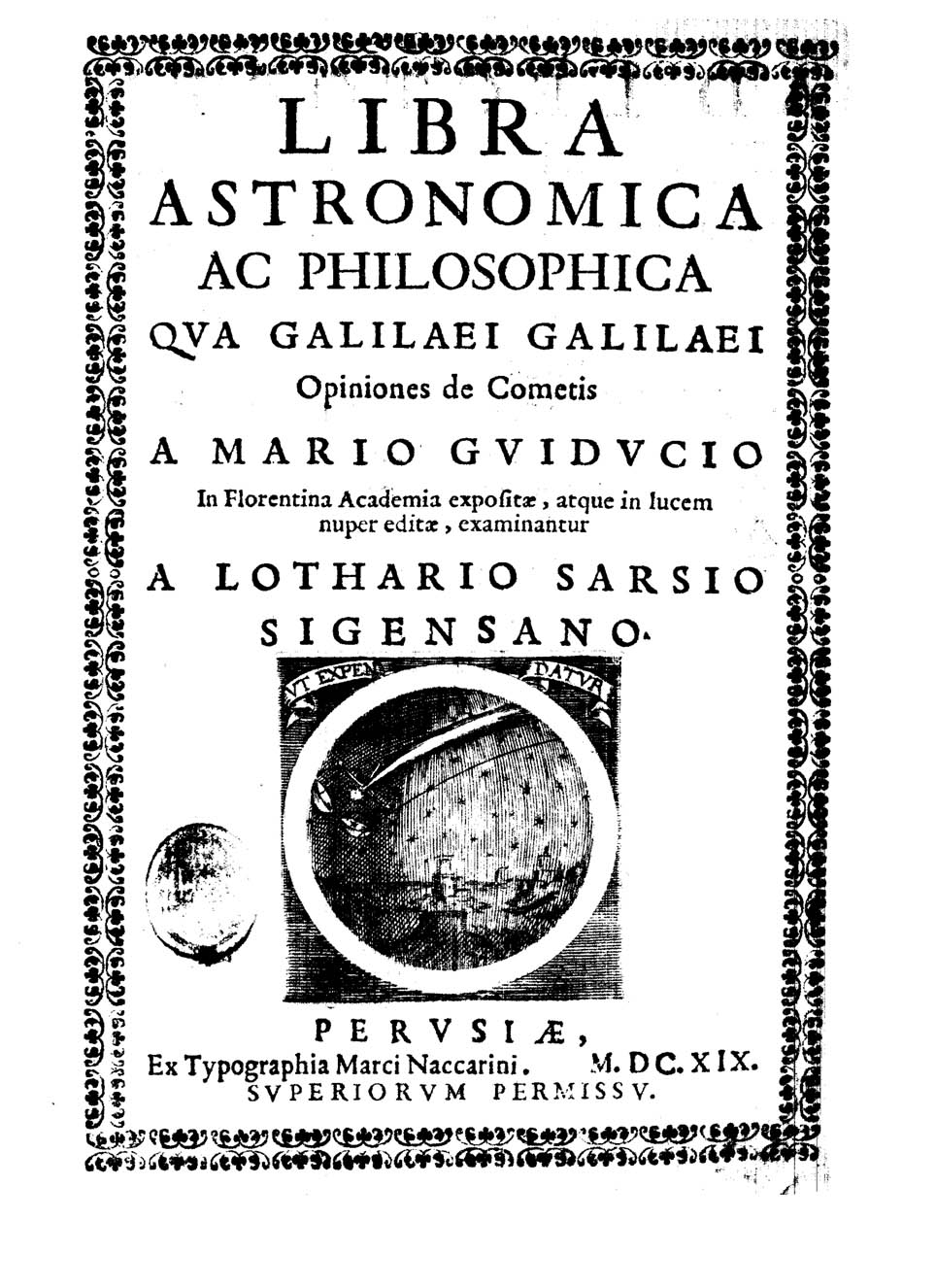
Libra astronomica ac philosophica

Orazio Grassi (ur. 1 maja 1583 w Savonie, zm. 23 lipca 1654 w Rzymie) – włoski uczony oraz jezuita. Zajmował się głównie astronomią, matematyką i architekturą.

## Życiorys
W wieku siedemnastu lat przeprowadził się do Rzymu, gdzie wstąpił do zakonu jezuitów. Zaraz potem rozpoczął naukę w jezuickim kolegium im. św. Andrzeja na Kwirynale (wł. collegio dei gesuiti di Sant'Andrea al Quirinale). Szkolił się tam przez dziesięć lat w filozofii, teologii i matematyce pod okiem Christopha Claviusa, Christopha Grienbergera oraz Odona van Maelcote. W 1614 roku został wysłany do kolegium jezuickiego w Genui, gdzie nauczał matematyki. W 1616 roku powrócił do Rzymu, gdzie kontynuował pracę nauczycielską i prowadził badania naukowe. Poza tym zajmował się także architekturą, zaprojektował między innymi kościół Świętego Ignacego, zbudowany przy rzymskim kolegium Jezuitów. Interesowały go również zagadnienia z zakresu optyki. Od 1617 roku zaczęły się ukazywać jego prace dotyczące badań nad okiem, zatytułowane De iride disputatio optica i Tractatus tres de sphera, de horologis ac de optica.
Zajmował się również astronomią, jest znany z dysputy z Galileuszem na temat komet. W 1618 roku uczonym udało się zaobserwować trzy komety, co wywołało poruszenie wśród ówczesnych astronomów. Grassi, który od pewnego czasu zajmował się tematem, zorganizował wówczas publiczny wykład w Collegio Romano i w 1619 roku napisał pracę poświęconą kometom, zatytułowaną De tribus cometis anni MDCXVIII disputatio astronomica. Na ten temat wypowiedział się również Galileusz, który podyktował swoje spostrzeżenia jednemu ze swoich uczniów, Mario Guiducciemu. W 1619 roku Mario opublikował Discorso delle comete, w którym zawarł poglądy swojego mistrza. Grassi nie zgadzał się z Galileuszem i skrytykował jego poglądy w Libra astronomica ac philosophica. Galileusz odpowiedział w Il Saggiatore, opublikowanym w 1623 roku. Spór toczył się jednak nadal, bo w 1626 roku Grassi napisał Ratio ponderum librae et simbellae: in qua quid e Lotharii Sarsii Libra astronomica, quidque e Galilei Galilei S imbellatore de cometis statuendum sit, collatis vtriusque rationum momentis, philosophorum arbitrio proponitur. Galileusz nie odpowiedział jednak na zarzuty postawione w tej publikacji. Spór między uczonymi nie wpłynął jednak znacząco na ich wzajemne stosunki, bowiem później, w czasie procesu Galileusza, Grassi nie występował przeciwko niemu.